# راجر نیل ویلر
راجر نیل ویلر (انگلیسی: Roger Wheeler؛ زادهٔ ۱۶ دسامبر ۱۹۴۱) فرد نظامی اهل بریتانیا است. وی همچنین برندهٔ جوایزی همچون نشان حمام و نشان امپراتوری بریتانیا شده‌است.
یک افسر بازنشسته ارتش بریتانیا است که از سال ۱۹۹۷ تا ۲۰۰۰ به عنوان رئیس ستاد کل خدمت کرد. در طول دوران کاری خود، او در وضعیت اضطراری قبرس مشارکت داشت، عملیات نظامی در ایرلند شمالی را هدایت کرد و نیروهای بریتانیا مستقر در عملیات ناتو در بوسنی را رهبری کرد. او اکنون مدیر غیر اجرایی چندین شرکت تجاری است که در سطح بین‌المللی فعالیت می‌کنند.